# Alex Chandre de Oliveira
Alex Chandre de Oliveira, genannt Tico, (* 21. Dezember 1977 in Curitiba; † 14. Juni 2014 ebenda) war ein brasilianischer Fußballspieler. Seine Position war die eines Stürmers.

## Karriere
Tico startete seine Laufbahn 1996 beim Paraná Clube aus seiner Heimatstadt Curitiba. 1998 wechselte der Spieler in die Volksrepublik China zu den Chengdu Blades. Verschiedene Stationen, bei denen meist nur eine Saison blieb, schlossen sich an, u. a. auch in Südkorea und Japan. In der zweiten chinesischen Liga wurde er 2006 mit 15 Toren Torschützenkönig.
Tico starb 2014 in seinem Zuhause an einem Herzversagen.

## Erfolge
Paraná
- Staatsmeisterschaft von Paraná: 1997

Hangzhou
- Torschützenkönig China League One (Zweite Liga China): 2006 – 15 Tore